# 자그레브주

자그레브주의 위치

자그레브주(크로아티아어: Zagrebačka županija)는 크로아티아 중부에 위치한 주로 주도는 자그레브(크로아티아의 수도이기도 함)이며 면적은 3,078km2, 인구는 309,696명(2001년 기준), 인구 밀도는 100.6명/km2이다.
서쪽으로는 슬로베니아와 국경을 접하며 북쪽으로는 크라피나자고레주와 자그레브 직할시, 바라주딘주, 동쪽으로는 벨로바르빌로고라주, 남쪽으로는 시사크모슬라비나주, 남서쪽으로는 카를로바츠주와 접한다. 자그레브주의 주도인 자그레브는 1997년에 특별시 지위를 부여받으면서 자그레브주에서 분리되었다. 9개 시와 25개 지방 자치체를 관할하며 주 의회는 45개 의석으로 구성되어 있다.

주기
주 문장